# Giovanni Battista Rezzonico
Giovanni Battista Rezzonico, född 1 juni 1740 i Venedig, död 21 juli 1783 i Rom, var en italiensk romersk-katolsk kardinal. Han var storprior av Malteserorden från 1763 till 1783.
År 1765 gav Rezzonico i uppdrag åt Giovanni Battista Piranesi att renovera kyrkan Santa Maria del Priorato.